# Longines

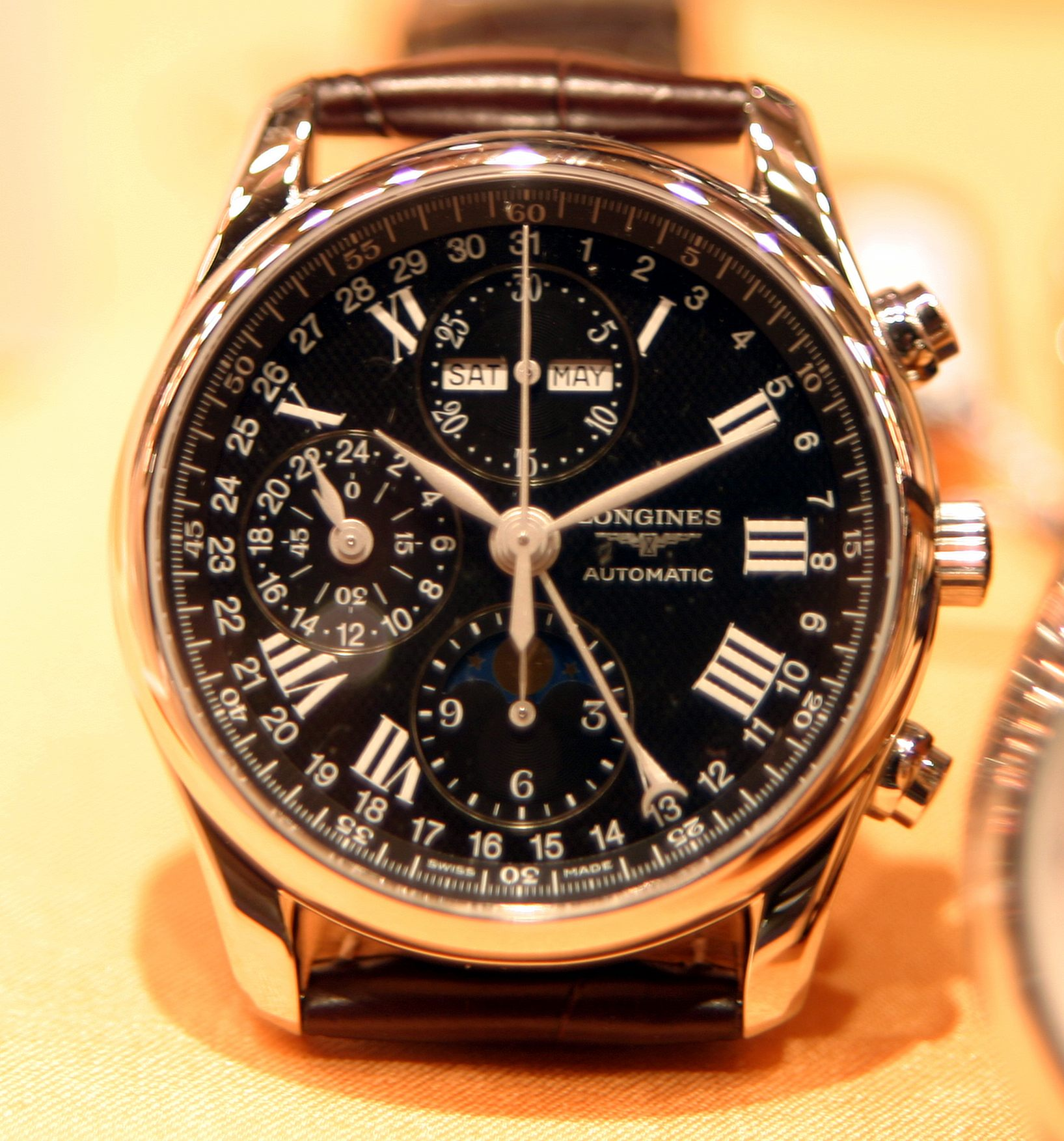
Un ceas Longines.

Longines  este un producător elvețian de ceasuri cu sediul în Saint-Imier, Elveția. Fondată de Auguste Agassiz în 1832, compania este deținută de Swatch Group. Este cunoscut ca ceasul aviatorilor.